# Куратченко Михайло Вітальович
Михайло Віталійович Куратченко (19 березня 1979, Дніпропетровськ, Дніпропетровська область — 7 грудня 2022, Херсонська область) — український поліціянт, кандидат юридичних наук, полковник Національної поліції України, учасник російсько-української війни. Герой України (2022, посмертно).
Начальник Головного управління Національної поліції в Черкаській області (2020—2022).

## Життєпис
Михайло Куратченко народився 19 березня 1979 року в Дніпропетровську (нині Дніпро).
2000 року закінчив Донецький інститут внутрішніх справ МВС України (нині Донецький державний університет внутрішніх справ; спеціальність — правоохоронна діяльність).
З 2000-го проходив службу в органах досудового розслідування Головного управління Міністерства внутрішніх справ України в Дніпропетровській області на посадах середнього та старшого начальницького складу.
З 2015 року по 2020 рік проходив службу в Головному управлінні Національної поліції України в Дніпропетровській області на посадах начальника Дніпропетровського відділу поліції та заступника начальника Головного управління — начальника слідчого управління.
З січня по лютий 2020 року проходив службу в ГУНПУ Запорізької області.
У лютому 2020 року призначений на посаду начальника ГУНПУ в Черкаській області.
7 грудня 2022 року на Херсонщині під час проведення стабілізаційних заходів на каскаді ворожих мін підірвалися начальник Головного управління Нацполіції в Черкаській області Михайло Куратченко, вибухотехнік Ігор Мельник, кінолог Сергій Ненада та помічник чергового СРПП Уманського райуправління поліції Вадим Періжок. Полковник поліції Михайло Куратченко особисто керував зведеним загоном поліції Черкащини на території Херсонської області. Від отриманих під час підриву травм також загинули Віктор Мазуренко та Михайло Пустовіт.

## Вшанування пам'яті
На фасаді будівлі ГУНП в Черкаській області є меморіальна дошка на честь загиблого начальника поліції області, полковника поліції Михайла Куратченка.
У місті Дніпро вулицю Недєліна перейменували на вулицю Михайла Куратченка.

## Нагороди
- звання Герой України з удостоєнням ордена «Золота Зірка» (8 грудня 2022, посмертно) — за особисту мужність і героїзм, виявлені у захисті державного суверенітету та територіальної цілісності України, самовіддане служіння Українському народові[3].